# شاهدخت یوشیکو (کوکاکو)
شاهدخت یوشیکو (به ژاپنی: 欣子内親王، Yoshiko-naishinnō); ۱۱ مارس ۱۷۷۹ – ۱۱ اوت ۱۸۴۶) ملکه همسر امپراتور کوکاکو در دوره شوگون‌سالاری توکوگاوا بود.